# Кулеши (Днепропетровская область)
Кулеши (укр. Куліші) — село,
Ивановский сельский совет,
Петриковский район,
Днепропетровская область,
Украина.
Код КОАТУУ — 1223781407. Население по переписи 2001 года составляло 166 человек .

## Географическое положение
Село Кулеши находится на левом берегу Каменского водохранилища (река Днепр),
ниже по течению на расстоянии в 3 км расположен город Каменское,
на расстоянии в 3,5 км расположено село Радостное.
К селу примыкают большие массивы садовых участков.
Рядом проходит автомобильная дорога Т-0412.